# Toxic (The Gazette)
Toxic (in giapponese （トキシック) è il quinto album in studio della band j-rock giapponese The Gazette pubblicato il 5 ottobre del 2011 in Giappone. L'album è arrivato al terzo posto sulla Hit parade giornaliera dell'Oricon e al sesto posto su quella settimanale, vendendo 25 412 copie solo nella prima settimana.

## Tracce
1. Infuse Into （インフューズ・イントゥー） - 1:23
2. Venomous Spider's Web （ヴェノモス・スパイダーズ・ウェブ） - 3:50
3. Sludgy Cult （スラッジー・カルト） - 3:14
4. Red （レッド） - 4:15
5. The Suicide Circus （ザ・スーサイド・サーカス） - 4:07
6. Shiver （シヴァー） - 4:11
7. My Devil on the Bed （マイ・デビル・オン・ザ・ベッド） 3:23
8. Untitled （アンタイトル） - 4:21
9. Pledge （プレッジ） - 6:05
10. Ruthless Deed （ルースレス・ディード） - 3:37
11. Psychopath （サイコパス） - 3:04
12. Vortex （ボルテックス） - 4:05
13. Tomorrow Never Dies （トゥモロー・ネヴァー・ダイズ） - 4:08
14. Omega （オメガ） - 1:37

## DVD - Solo per l'edizione limitata
1. The Suicide Circus Music Clip
2. The Suicide Circus Making Clip

## Formazione
- Ruki - voce
- Uruha - chitarra
- Aoi - chitarra
- Reita - basso elettrico
- Kai - batteria

## Singoli
I singoli estratti dall'album sono:
1. Shiver - 21 luglio 2010
2. Red -  22 settembre 2010
3. Pledge - 15 dicembre 2010
4. Vortex - 25 maggio 2011